# 北海道道64号女満別空港線
北海道道64号女満別空港線（ほっかいどうどう64ごう めまんべつくうこうせん）は、北海道大空町内を通る道道（主要地方道）である。

## 概要

### 路線データ
- 起点：北海道網走郡大空町女満別中央（女満別空港）
- 終点：北海道網走郡大空町女満別本通5丁目（国道39号交点）
- 総延長：4.704 km[1]
- 実延長：4.695 km[1]
- 重用延長：0.009 km[1]

## 歴史
- 1961年（昭和36年）3月31日 - 411号として路線認定[2]。
- 1993年（平成5年）5月11日 - 建設省から、道道女満別空港線が女満別空港線として主要地方道に指定される[3]。
- 1994年（平成6年）10月1日 - 路線番号を64号に変更[4]。

## 路線状況

### 重複区間
- 北海道道246号小清水女満別線：大空町女満別中央 - 大空町女満別本通4丁目

## 地理

### 通過する自治体
- オホーツク総合振興局
  - 網走郡大空町

### 交差する道路
大空町
- 北海道道246号小清水女満別線 - 女満別中央
- 北海道道1168号女満別空港インター線 - 女満別中央
- 北海道道249号福住女満別線 - 女満別西1条5丁目
- 国道39号 - 女満別本通5丁目（終点）